# Apanteles tineaephagus
Apanteles tineaephagus är en stekelart som beskrevs av Bhatnagar 1948. Apanteles tineaephagus ingår i släktet Apanteles och familjen bracksteklar. Inga underarter finns listade i Catalogue of Life.